# Parantica sinopion
Parantica sinopion är en fjärilsart som beskrevs av Hans Fruhstorfer 1910. Parantica sinopion ingår i släktet Parantica och familjen praktfjärilar. Inga underarter finns listade i Catalogue of Life.